# Minettia graeca
Minettia graeca är en tvåvingeart som beskrevs av Papp 1981. Minettia graeca ingår i släktet Minettia och familjen lövflugor. Inga underarter finns listade i Catalogue of Life.